# Jesús Arozamena
Arozamena  Carretero est un nom espagnol. Le premier nom de famille, en général paternel, est Arozamena ; le second, en général maternel, souvent omis, est Carretero.
Jesús Alfonso Arozamena Carretero,, né le 24 décembre 1996 à Aranda de Duero, est un coureur cycliste espagnol.

## Biographie
Jesús Arozamena est originaire d'Aranda de Duero, en Castille-et-León. Il commence le cyclisme à l'âge de douze ans dans une équipe locale d'Arroyo de la Encomienda. 
De 2011 à 2014, il court au club Grúas Tinlohi chez les cadets (moins de 17 ans) et les juniors (moins de 19 ans). Il rejoint ensuite l'équipe Diputación de León-Arte en 2016, pour ses débuts espoirs (moins de 23 ans). L'année suivante, il est recruté par l'équipe Aldro, dirigée par Manolo Saiz. 
Lors de la saison 2018, il s'illustre au printemps en remportant le classement espoir de la Coupe d'Espagne, grâce à de multiples places d'honneur,. Dans les mois qui suivent, il obtient de nombreux tops 10, notamment sur le circuit amateur basque. Il intègre ensuite le club galicien Super Froiz en 2019, malgré plusieurs propositions d'équipes professionnelles au Portugal. Au mois de juin, il se distingue parmi les professionnels en terminant douzième et deuxième meilleur cycliste amateur du championnat d'Espagne, disputé à Murcie. 
Il passe finalement professionnel en 2020 dans l'équipe continentale Feirense. Dans une saison perturbée par la pandémie de Covid-19, il ne participe qu'à cinq courses UCI, sans signer de résultats marquants.

## Palmarès
- 2017
  - 3e de la Clásica de la Chuleta
  - 3e du Gran Premio San Antonio
- 2018
  - Vainqueur de la Coupe d'Espagne espoirs
  - 2e du Trofeo San Juan y San Pedro
- 2019
  - 2e du championnat d'Espagne sur route amateurs